# Uvat
Uvat (in russo Уват?) è un villaggio della Russia asiatica nell'oblast' di Tjumen'; è il centro amministrativo del rajon Uvatskij.
Si trova sulla riva sinistra dell'Irtyš, 116 km a nord-est di Tobol'sk.